# Созонова, Майя Фёдоровна
Майя Фёдоровна Созонова (род. 28 мая 1965, Алма-Ата) — казахстанская легкоатлетка, специалистка по спортивной ходьбе. Выступала за сборную Казахстана по лёгкой атлетике в 1993—2002 годах, обладательница серебряной медали Восточноазиатских игр в Осаке, победительница и призёрка первенств национального значения, действующая рекордсменка страны в ходьбе на 10 км, участница двух летних Олимпийских игр. Мастер спорта международного класса Республики Казахстан. Тренер по лёгкой атлетике.

## Биография
Майя Созонова родилась 28 мая 1965 года в Алма-Ате, Казахская ССР. Окончила Казахский государственный институт физической культуры.
Впервые заявила о себе на международном уровне в сезоне 1993 года, когда вошла в состав казахстанской сборной и выступила на Кубке мира по спортивной ходьбе Монтеррее, где в гонке юниорок на 10 км заняла итоговое 45-е место.
В 1995 году на Кубке мира в Пекине в 10-километровой ходьбе показала среди юниорок 77-й результат. На чемпионате мира в Гётеборге заняла в той же дисциплине 27-е место.
В апреле 1996 года на соревнованиях в Сочи финишировала четвёртой и установила ныне действующий рекорд Казахстана в дисциплине 10 км — 42:32. Благодаря этому успешному выступлению удостоилась права защищать честь страны на летних Олимпийских играх в Атланте — здесь показала время 47:33, расположившись в итоговом протоколе на 34-й строке.
В 1997 году в ходьбе на 10 км закрыла двадцатку сильнейших на Кубке мира в Подебрадах. На чемпионате мира в Афинах на дистанции 10 000 метров установила свой личный рекорд на предварительном квалификационном этапе — 44:33.4, но в финале была дисквалифицирована за нарушение техники ходьбы.
В 1999 году в дисциплине 20 км финишировала 22-й на Кубке мира в Мезидон-Канон и восьмой на чемпионате мира в Севилье.
Принимала участие в Олимпийских играх 2000 года в Сиднее — состязалась в программе 20 км, но в конечном счёте сошла с дистанции.
В 2001 году в дисциплине 20 км одержала победу на чемпионате Казахстана в Алма-Ате, выиграла серебряную медаль на Восточноазиатских играх в Осаке, в связи с дисквалификацией досрочно завершила выступление на чемпионате мира в Эдмонтоне.
В 2002 году в ходьбе на 20 км стартовала на чемпионате Азии в Коломбо, заняла 32-е место на Кубке мира в Турине. По окончании этого сезона завершила спортивную карьеру.
За выдающиеся спортивные достижения удостоена почётного звания «Мастер спорта международного класса Республики Казахстан».
Впоследствии работала тренером по лёгкой атлетике, в качестве тренера привлекалась в сборную команду Республики Казахстан.